# Туризам у Пољској
Пољска је део глобалног туристичког тржишта са константно растућим бројем посетилаца. Туризам у Пољској доприноси укупној економији земље. Најпопуларнији градови су Краков, Варшава, Вроцлав, Гдањск, Познањ, Шчећин, Лублин, Торуњ, Закопане, рудник соли у Вилички и историјско место Аушвиц – немачки нацистички концентрациони логор у Освјенћиму. Најбоље рекреативне дестинације укључују пољски Мазурски језерски округ, обалу Балтичког мора, Татре (највиши планински венац Карпата), Судете и Бјеловјешку шуму. Главне туристичке понуде Пољске обухватају разгледање градова, историјске споменике, природне споменике, пословна путовања, агротуризам, вожњу бициклом, квалификовани туризам и планинарење.

## Преглед
У 21. веку, Пољска је једна од најбезбеднијих земаља у Европи,  коју често посећују туристи.
Посебно се истиче период након уласка у Европску унију 2004. године и приступања Шенгенском споразуму 2007. године, пошто Пољска постаје држава коју често посећују туристи. Већина туристичких атракција у Пољској повезана је са природним окружењем, историјским локалитетима и културним догађајима.
Према подацима Туристичког института, Пољску је посетило 15,7 милиона туриста у 2006. години и за 15 милиона туриста у 2007. години,  од укупног броја долазака 66,2 милиона.  Пољску је 2012. године посетило 13,5 милиона страних туриста (они који су дошли током Европског првенства 2012, али нису остали да преноће, нису били укључени у званичну статистику). Пољску је 2013. године посетило 15,8 милиона туриста. У 2016. години, број долазака у Пољску износио је 80,5 милион. 17,5 милиона од овог броја су доласци који се сматрају туристичким (са најмање једним ноћењем). Пољску је 2019. године посетило 21,4 милиона туриста, што је чини 18. најпосећенијом земљом на свету.

## Историја
Први пољски туристи били су ходочасници који су путовали до светиња у Пољској и иностранству. Развој комерцијалног туризма почео је у 19. веку. Најпопуларнији региони биле су планине, посебно Татре, које је, између осталих, истраживао Титус Халубињски. Године 1873. основано је Пољско друштво Татре, а 1909. године Пољско друштво за разгледање, са циљем организовања и развоја туризма. Деветнаести век је такође био време брзог оснивања бањских одмаралишта, углавном у Судетима, Бескидима и дуж обале Балтичког мора, а нека од њих су од 1910. године била повезана са Пољским балнеолошким удружењем. Након што је Пољска повратила независност 1918. године, пољски туризам је процветао, а влада га је подстицала. Први професионални туристички оператор, Орбис, основан је у Лавову 1923. године, а затим је 1937. године основана туристичка организација и туристички оператор Громада.
После Другог светског рата све туристичке организације су национализоване од стране нове комунистичке владе. Пољско Татранско друштво и Пољско туристичко друштво су се објединили у Пољско друштво за туризам, а већи део туристичке инфраструктуре је предат новоствореном Фонду за радничке одморе. Туризам је био ограничен на земље СЕВ-а. Ово је била ера туризма који је финансирала влада, а карактерисао га је масовни, али нискоквалитетни туризам. Типичан призор био је камп за одмор са малим бунгаловима којим је управљала једна од државних компанија. Одморе за децу и тинејџере организовао је Јувентур.
Након пада комунизма, велики део инфраструктуре је приватизован, иако су многа одмаралишта у власништву компанија деградирана због непрофитабилности. Почетком деведесетих година прошлог века основани су многи нови туристички оператери. Неки од њих су превладали и ојачали своју позицију на тржишту, будући да су могли да се такмиче са мултинационалним туристичким оператерима.

## Природно окружење
Пољска има разнолику природну средину, која је релативно непогођена људским развојем. У земљи постоји 23 национална парка која испуњавају критеријуме Међународне уније за заштиту природе. Посетиоце привлаче планине, морска обала са широким пешчаним плажама, као и шуме, језера и реке. Међу најпопуларнијим дестинацијама су: Татре, у којима се налази највиши врх Пољске (Риси) и чувена Орла Перћ (стара стаза у стилу виа ферате ); Судети са Главном судетском стазом (440 километара од Швјерадовог Здроја до Прудника), Карконоше, Стоне планине, Планине сова; Бјеловјешка шума, Доња Шлеска дивљина, Бешчади, клисура реке Дунајец у Пјенинима и многе друге.

## Популарне туристичке дестинације
- Старо градско језгро Варшаве, Кракова, Вроцлава;
- Зоолошки врт у Вроцлаву;
- Татре;
- Сандомјеж;
- Музеји, фестивали на отвореном

## Туристичка одмаралишта
На обали Балтичког мора постоје десетине морских одмаралишта, попут острва Волин, које се налази близу границе са Немачком и обале Помераније. У јужној Пољској постоје одмаралишта за скијање и планинарење у планинама Карконоше, које су део планинског венца Судети. Карконоше обухватају туристичке центре Карпач и Шкларска Поремба . Остала позната одмаралишта за скијање и планинарење укључују Карпате : Закопане у Татрама ; Шчирк, Криница-Здрој, Устроњ, Висла у Бескидима или Шчавница и Крошћенко у планинама Пјенини.
У близини Ниских Бескида налази се туристичко одмаралиште које нуди спој планинског терена и водене средине, са језером Рожнов у центру.

## Хришћанско ходочашће
Процењује се да 13% (од 1,8 милиона у 2005. години) посетилаца Базилике Госпе од Лихења долази из иностранства. Манастир Јасна Гора посетило је 3.6 милиона ходочасника из 78 држава света у 2014. години. 

## Превоз у Пољској
Туристичка инфраструктура и садржаји су богати, посебно у већим градовима и у главним туристичким местима. У великим пољским градовима, градски јавни превоз је веома добро организован и функционалан.
Највећи градови (Краков, Вроцлав, Познањ, Гдањск и Шчећин) имају међународне аеродроме уз помоћ којих су повезани са многим европским градовима и са Међународним аеродромом Фредерик Шопен у Варшави, који је главно чвориште пољске авио-компаније ЛОТ .
Међуградске везе нуде ПКП Интерсити, Полрегио, Арива РП, Лео Експрес, РегиоЏет, а постоје и многобројне компаније са локалним линијама возова, као и многе аутобуске компаније. Такође постоје аутобуске везе са другим земљама које обезбеђују разне компаније.
Везе трајектом са Шведском и Данском преко Балтичког мора полазе из Гдањска, Гдиње и Свиноујшћа.

## Списак референци
1. ↑  Szabelak, Adam (2021-03-12). „Polska jednym z najbezpieczniejszych krajów w Europie » Kresy - wiadomości, wydarzenia, aktualności, newsy”. Kresy - wiadomości, wydarzenia, aktualności, newsy (на језику: пољски). Приступљено 2025-05-04.
2. ↑  GUS (2008). „Przyjazdy do Polski (Foreign visits to Poland)”. Statistics (на језику: пољски). Instytut Turystyki. Архивирано из оригинала 25. 12. 2012. г. Приступљено 31. 12. 2012.
3. ↑  Katarzyna Sobierajska, Ministry of Tourism (2012). „Pierwsze efekty Euro 2012. Resort turystyki przewiduje wzrost liczby turystów w 2013 r. nawet o pół miliona”. Live interview (на језику: пољски). Agencja Informacyjna Newseria. Приступљено 31. 12. 2012.
4. ↑  „E-mail z Lichenia: Zagraniczni pielgrzymi”.
5. ↑  „Biuro Prasowe Jasnej Góry – Jasnogórskie Sanktuarium w Roku 2014”. Архивирано из оригинала 02. 10. 2023. г. Приступљено 04. 05. 2025.